# Костел Святого Миколая (Київ, 1799)
Костел Святого Миколая — римо-католицький храм у Києві, збудований у 1799 році (згідно з Закревським — 1800 року) та знищений пожежею 1817 року. Знаходився на місці нинішньої Печерської площі або біля початку вулиці Князів Острозьких.

## Історія храму
Після виселення поляків з Києва у 1660 році в місті довгий час не було католицьких храмів, лише після розподілу Польщі у 1797 році і приєднання до Російської імперії частини Правобережної України в Києві та околицях почали знову оселятися поляки. Тоді могильовський єпископ С. Сестренцевич почав клопотання про влаштування у Києві католицького храму. 19 квітня 1799 року імператор Павло I, який толерантно ставився до католицизму, дозволив будівництво костелу у Печерській частині Києва, на так званому Новому Базарі (сучасна Печерська площа). До служіння у цьому римо-католицькому костелі були призначені 20 священників уніатів і домініканців з Чорнобиля, проте поляки не дозволили служіння уніатам.
Про вигляд костелу Святого Миколая відомостей майже не лишилося. Відомо, що це була проста дерев'яна споруда, прямокутна у плані, вкрита двосхилим дахом, без декорування та взагалі без жодної риси культової споруди. За архівними даними першим пріором костелу став священик на прізвище Силич (Silicz), наступним — Гулицький (Hulicki), останнім — Головня (Hołownia). При костелі влаштували школу та колегію для хлопчиків.
1817 року костел згорів разом з Печерським гостиним двором і того ж року розпочалося спорудження собору Святого Олександра у Старому місті. Втім, архітектор Кароль Іваницький у своєму дослідженні католицьких культових споруд Києва зазначає, що костел на Печерську існував трохи довше і був знищений пожежею 1843 року. Імовірно, що постраждалий у пожежі 1817 року дерев'яний храм тимчасово відбудували для відправляння богослужінь, адже освячення нового мурованого собору Святого Олександра відбулося лише у 1842 році, після чого старий костел на Печерську став непотрібним і після чергової пожежі його не відновлювали.